# 国際政治学
国際政治学（こくさいせいじがく、international politics）とは、国民国家の概念を超えた国際社会における主権国家の政策決定、安全保障、戦争と平和などの政治を検討する学問。第二次世界大戦後のアメリカ合衆国の影響で広まっていったとされる。国際関係論と同一視する見方もあるが、国際関係論が経済学、社会学、歴史学、地域研究などの研究成果を踏まえ国際関係全体を学際的に研究する分野であることを考えれば、国際政治学は政治学における一分野として考えるべきであろう（例えば中嶋・後掲書25頁、百瀬・後掲書279頁参照のこと）。

## 国際政治の歴史

### ウェストファリア体制と国際政治の萌芽
国際政治の歴史は、三十年戦争を終結させた1648年のウェストファリア条約に遡る。ユトレヒト条約（1713年）からヴェルサイユ条約（1919年）の諸条約は、「ヨーロッパ公法」として承認されてきた。特にウェストファリア条約の秩序は国際政治の秩序を成立させるに十分な内容を持っていた。このことから、以後の国際体制を「ウェストファリア体制（システム）」と呼ぶ。ウェストファリア体制とは、主権を持った国家（主権国家）が国内の政治に管轄権を有し、国際政治においては政治的主体となるシステムを指す。この成立には条約締結後約1世紀を要したが、体制は近代国際政治の枠組みとなっていく。
ナポレオン戦争以後の国際政治は、勢力均衡（balance of power）による外交戦略がメインとなった。勢力均衡とは、国家や同盟の力や国益が同等である状態を示し、これによって国際システムの安定を計ろうとする外交の方法である。特にイギリスは対大陸戦略としてこれを重視した。勢力均衡を成り立たせようと各国が努力した結果、およそ1世紀の間、大きな紛争は目立っていなかった。これを壊す契機となったのが、19世紀末から20世紀初頭にかけて台頭した帝国主義とナショナリズムである。このイデオロギーは、国民国家が勢力を膨張する政策に転じ、国際政治の安定性は脆弱になる。そして、勢力均衡が破れた結果、第一次世界大戦が勃発する。

### 2度の世界大戦
各国が膨張政策をとる中、イデオロギーで戦力の動員を行なった各国は、第一次世界大戦に突入した。戦争中の1917年ロシア帝国はロシア革命により崩壊し、後にソビエト連邦となった。戦争後、アメリカは債権国となり、社会主義国家であるソビエト連邦が勢力を持つことになった。また、1920年1月に国際連盟が設立された。しかし、アメリカ・ソ連の不参加、集団的安全保障の不徹底などで、国際機関としての機能には限界があった。また、戦勝国イギリス・フランス等も莫大な債務を抱えることになり、アメリカが債務免除を行なわなかったことから敗戦国に莫大な賠償を求めた賠償問題は問題となり、その後の世界恐慌、ファシズムの到来などで、世界はさらに第二次世界大戦という全世界を巻き込んだ戦争を戦うことになる。そして、第二次大戦の連合国を中心に作られたのが国際連合である。

### 冷戦と新しい問題
第二次大戦後の国際世界は、米ソの冷戦で激しく分裂していた。大戦の終戦以後、民族自決の原則はそれまでの植民地に発展し、アジア・アフリカ諸国が独立していく。60年代には富める国と富まざる国の間において南北問題が発生し、南側の国は、新国際経済秩序（New International Economic Order, NIEO）への変革を求めた。特に70年代はオイルショック等の要因で南北対立が厳しくなっていた。ただし、社会や経済は安定を遂げていた。

## 国際政治学の理論

### 現実主義/リアリズム
主権国家を国際政治の主体として、国際社会はそれより上位概念の存在しない無政府状態と考え、自国を維持・防衛するための国力や軍事力が最も重要だとする。国家間の勢力均衡が保たれることで国際政治は安定すると考える。

### 自由主義/リベラリズム
国連などのように国家間の取り決めによるルールが存在することから無政府状態を否定し、国際機関やNGO、多国籍企業など国家以外の主体も国際秩序形成に協調的に参画できると考える。また、各国が相互に経済的交流を深めることでその依存状態を維持しようと努めるために、国際政治は安定しやすいとする（相互依存論）。

### 構成主義/コンストラクティヴィズム
パワーや利益などの物質面よりも、規範やアイデンティティー、価値といった観念的要素を重視し、これらが国際政治の主体を動かし得るとする。また、勢力均衡が秩序を維持すると認識することで均衡が機能、相互依存が安定につながると認識することで依存が機能すると考える。

### マルクス主義
経済面・物質面に着目する。マルクス主義国際関係論の項を参照。

### 機能主義・新機能主義
諸国民にとって日常的な利益を増進させる専門機関を作り、機能的に統合しようとするもの。新機能主義の項を参照。

### エスノポリティクス
エスニシティの政治。

## 国際政治と国内政治の違い
国内政治と国際政治を同一に見るか、別個のものと見るか。
ジェームズ・ローズノウは国際政治と国内政治は相互に浸透化しているとして連繋理論を発表し、国際政治と国内政治の政治システムの繋がりから、その相互作用を見ている。
また、ロバート・パットナムはゲーム理論を派生させた2レベルゲーム理論を提唱し、国際政治と国内政治のふたつの構造の連動から対外政策の決定過程を分析した。交渉における代表者は、政治家として国内情勢に制約される側面と国内政治支持を最大化し個人の政治目標を得ようとする側面がある。代表者は国際交渉を利用して国内政治における目標を達成したり、国際合意を取り付けるために国内政治を再構築したりするなど、ふたつの政治を戦略的に利用する。
大西仁は、⒈国際政治はそれぞれ様々な制度や文化などを持つ国家同士が併存する社会において展開される一方、国内政治はその制度や文化が概ね統一されている一元的権力の下で展開される。⒉国際政治の舞台では、武力紛争が発生した場合に国内政治よりも規模が拡大しやすく、「伝統的にむき出しの武力が用いられること」が多々あった。
という、ふたつの相違点を挙げている。

## 新しい課題
- グローバリゼーションとナショナリズム
- 移民・難民問題
- 南南問題
- テロリズム
- 地球環境問題
- 先住民族問題
- 核拡散防止と軍縮

## 国際政治に関する古典的書物
- カール・フォン・クラウゼヴィッツ『戦争論』
- ハンス・モーゲンソウ、Politics among Nations: the Struggle for Power and Peace（『国際政治』）
- フレデリック・シューマン、International Politics: An Introduction to the Western State System（『国際政治』）
- E・H・カー、The Twenty Years' Crisis, 1919-1939: An Introduction to the Study of International Relations（『危機の二十年』）

## 分析手法としてのウォーゲーム
国際政治学では、伝統的に歴史分析や統計分析が主流であったが、2020年前後から、経験的データの乏しい安全保障問題に対し、ウォーゲームを用いた分析研究が台頭している。特に「実験的ウォーゲーム」は、因果推論を目的とし、独立変数を操作した繰り返し試行を通じてデータを収集するもので、核抑止やサイバー攻撃の研究に応用されている。この手法は生態学的妥当性やプレイヤー属性、繰り返し回数など方法論的課題を抱えるが、従来の演習型ゲームにない定量的検証能力を提供する。